# Flughafen Berlin-Tegel

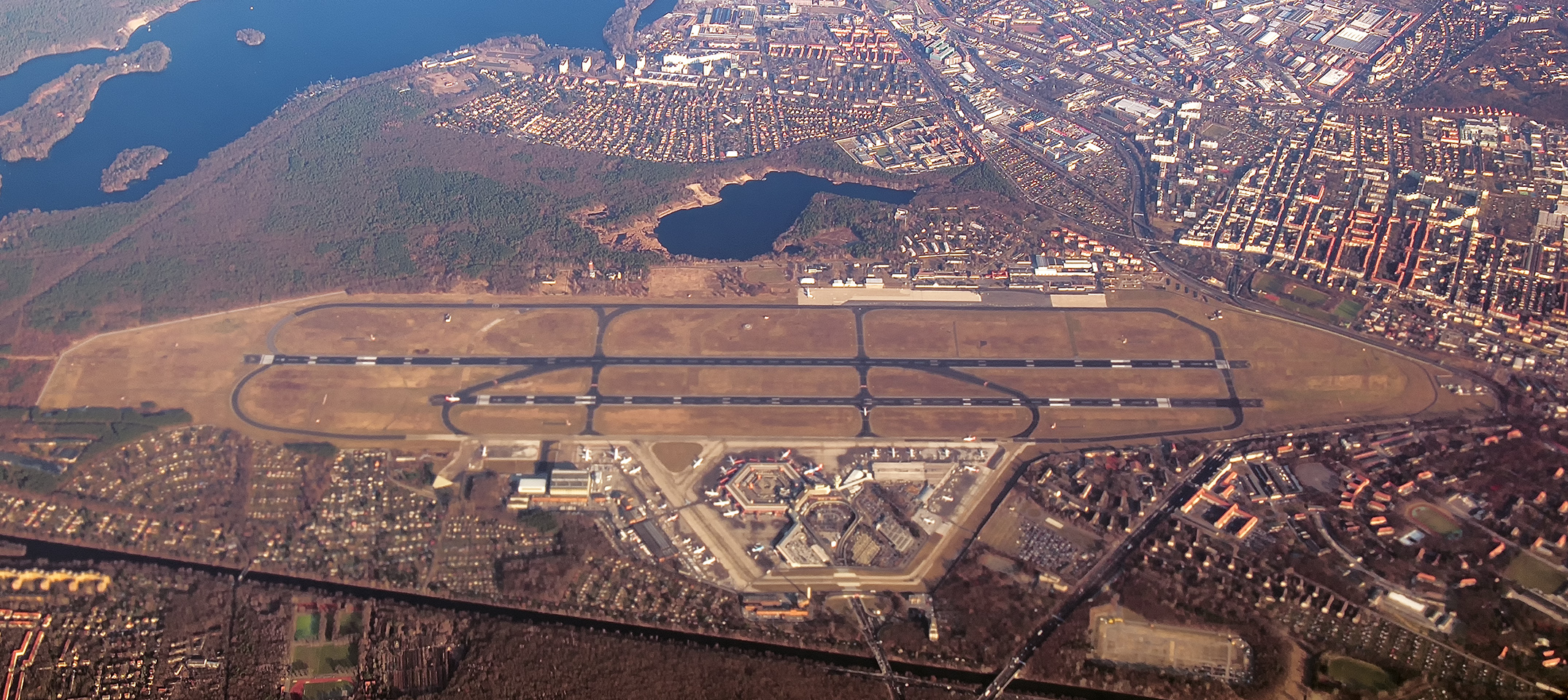
Berlin-Tegel in 2015

De luchthaven Berlijn-Tegel (IATA: TXL, ICAO: EDDT), (Duits: Flughafen Berlin-Tegel) was tot 31 oktober 2020 de grootste van de twee in gebruik zijnde luchthavens, naast Schönefeld, in het hoofdstedelijke gebied van Berlijn. De luchthaven ligt op ongeveer acht kilometer van het centrum van Berlijn. Het vliegveld is genoemd naar uitvinder Otto Lilienthal. Na de opening van de Flughafen Berlin Brandenburg op 31 oktober 2020 eindigden de reguliere vluchten naar Tegel op 8 november 2020 en sloot de luchthaven voorgoed in mei 2021.

## Geschiedenis
De luchthaven van Tegel is in 1930 ontstaan als een testlocatie voor raketten onder leiding van onder anderen Wernher von Braun. In 1948, tijdens de blokkade van West-Berlijn door de Sovjet-Unie, werd een startbaan gebouwd, welke in die tijd de langste van Europa was (2400m). Deze werken werden voltooid in slechts twee maanden. Op 5 november van dat jaar landde het eerste vliegtuig op Tegel. Op 1 december volgde uiteindelijk de officiële opening van de luchthaven. Het duurde tot 2 januari 1960 voordat de eerste vaste lijndiensten van start gaan.
Tegel en de in 2008 gesloten luchthaven Tempelhof waren de enige civiele luchthavens van het voormalige West-Berlijn, dat daarnaast ook nog het volledig militaire vliegveld RAF Gatow kende. De kleinere luchthaven Tempelhof geraakte helemaal ingesloten door bebouwingen en zijn startbanen werden te kort voor moderne, grote vliegtuigen. Rond 1975 verving Tegel ook Tempelhof als de internationale luchthaven van West-Berlijn.
Het westelijk deel van de stad was vroeger een West-Duitse enclave in de DDR. Tijdens de blokkade van 1948 tot 1949 werd West-Berlijn onder andere via de luchthaven Tegel door een luchtbrug voorzien van goederen. Tot 1990 hadden alleen de luchtvaartmaatschappijen van de bezettingsmachten Frankrijk, Groot-Brittannië en de Verenigde Staten toegang tot deze luchthaven. Maatschappijen als Lufthansa (de nationale maatschappij van West-Duitsland) en de KLM mochten daarentegen niet vliegen op West-Berlijn.
De luchthaven wordt gekenmerkt door de zeshoekige ring van vertrekgates, die 620 meter lang is. In 2005 waren er 143.067 vliegbewegingen, goed voor in totaal 11.533.428 passagiers en 20.730.048 kilogram vracht. Alle Berlijnse luchthavens tezamen ontvingen in 2005 17.154.200 passagiers.

### Sluiting
Het was de bedoeling luchthaven Tegel op 3 juni 2012 te sluiten wanneer de nieuwe internationale luchthaven van Berlijn, luchthaven Berlin Brandenburg (BER), in gebruik zou worden genomen. In mei 2012 werd duidelijk dat de nieuwe luchthaven op zijn vroegst in maart 2013 gereed zou zijn en daarmee werd de voorgenomen sluitingsdatum niet gehaald. Na meerdere tegenslagen is de opening van vliegveld Brandenburg uitgesteld tot 31 oktober 2020. Intussen waren er genoeg handtekeningen verzameld om een referendum over het openhouden van Tegel af te dwingen, dit referendum heeft plaatsgevonden tijdens de Duitse Bondsdagverkiezingen 2017. De lijnvluchten van en naar Tegel werden beëindigd op 8 november 2020, nu Brandenburg open is. In 2021 wordt de locatie heringericht.

## Banen
De luchthaven beschikte over de volgende start- en landingsbanen:
- 08L/26R Lengte: 3.023 meter. Breedte: 46 meter. Verharding: asfalt (21).
- 08R/26L Lengte: 2.428 meter. Breedte: 46 meter. Verharding: asfalt (21).